# Trichogramma bactrianum
Trichogramma bactrianum är en stekelart som beskrevs av Sugonjaev och Sorokina 1976. Trichogramma bactrianum ingår i släktet Trichogramma och familjen hårstrimsteklar. Inga underarter finns listade i Catalogue of Life.